# Kin, Okinawa
Kin (金武町 (Kim Vũ đinh) Kin-chō) là một thị trấn nằm tại huyện Kunigami, tỉnh Okinawa, Nhật Bản.
Năm 2008, dân số của thị trấn được ước tính là 11.037 người với mật độ 294 người/km². Tổng diện tích là 37,57 km².

## Căn cứ quân sự
Ngoài ra, Kin còn là quê hương của một số loại rượu awamori ngon nhất tên đảo chính Okinawa. Thị trấn cũng là nơi có Trại Hansen; một căn cứ của Thủy quân lục chiến Hoa Kỳ có nhiệm vụ hỗ trự chiến đầu trên bộ, truyền thông.

## Nông nghiệp
Nông nghiệp trên địa bàn thị trấn chủ yếu là trồng hoa cúc, cây cảnh và mía. Ngoài ra, cũng có một số diện tích trồng lúa gạo.

## Giáo dục
- Trường tiểu học Nagakawa
- Trường tiểu học Kin
- Trường tiểu học Kagei
- Trường trung học Kin

## Giao thông
- Đường cao tốc Okinawa
  - Yaka IC
  - Igei SA
  - Kin IC
- Quốc lộ 329
  - Đường tránh Ishikawa
  - Đường tránh Kin
- Tỉnh lộ 88, Okinawa
- Tỉnh lộ 104, Okinawa